# 徐家渡站
徐家渡站是位于云南省昆明市宜良县竹山镇徐家渡村的一个铁路车站，有昆河铁路经过该站，距离昆明北站11公里，车站及其上下行区间均未电气化，邮政编码652109。车站建于1910年，2015年关闭。车站在关闭前隶属昆明铁路局，是四等站不办理正式客运，办理货运业务。